# Вожица
Вожица — река в России, протекает по территории Красноборского района Архангельской области. Устье реки находится в 37 км по левому берегу реки Топсы. Длина реки — 13 км

## Данные водного реестра
По данным государственного водного реестра России относится к Двинско-Печорскому бассейновому округу, водохозяйственный участок реки — Северная Двина от впадения реки Вычегда до впадения реки Вага, речной подбассейн реки — Северная Двина ниже места слияния Вычегды и Малой Северной Двины. Речной бассейн реки — Северная Двина.